# Noyers-Saint-Martin
Pour les articles homonymes, voir Noyers et Saint-Martin.
Noyers-Saint-Martin est une commune française située dans le département de l'Oise, en région Hauts-de-France.
Ses habitants sont appelés les Nucériens et les Nucériennes.

## Géographie

### Localisation
Noyers-Saint-Martin est un bourg rural picard du beauvaisis situé sur la route Froissy - Clermont (RD 151), aisément accessible depuis l'ex-RN 1 (actuelle RD 1001), situé à 21 km au nord-est de Beauvais et à 38 km au sud d'Amiens.

### Communes limitrophes
| Sainte-Eusoye    |                      | Saint-André-Farivillers |
| Noirémont        | Noyers-Saint-Martin  | Thieux                  |
| Reuil-sur-Brêche | Montreuil-sur-Brêche | Bucamps                 |

### Hydrographie
La commune est traversée par la ligne de partage des eaux entre les bassins hydrographiques Artois-Picardie et Seine-Normandie. Elle n'est drainée par aucun cours d'eau.

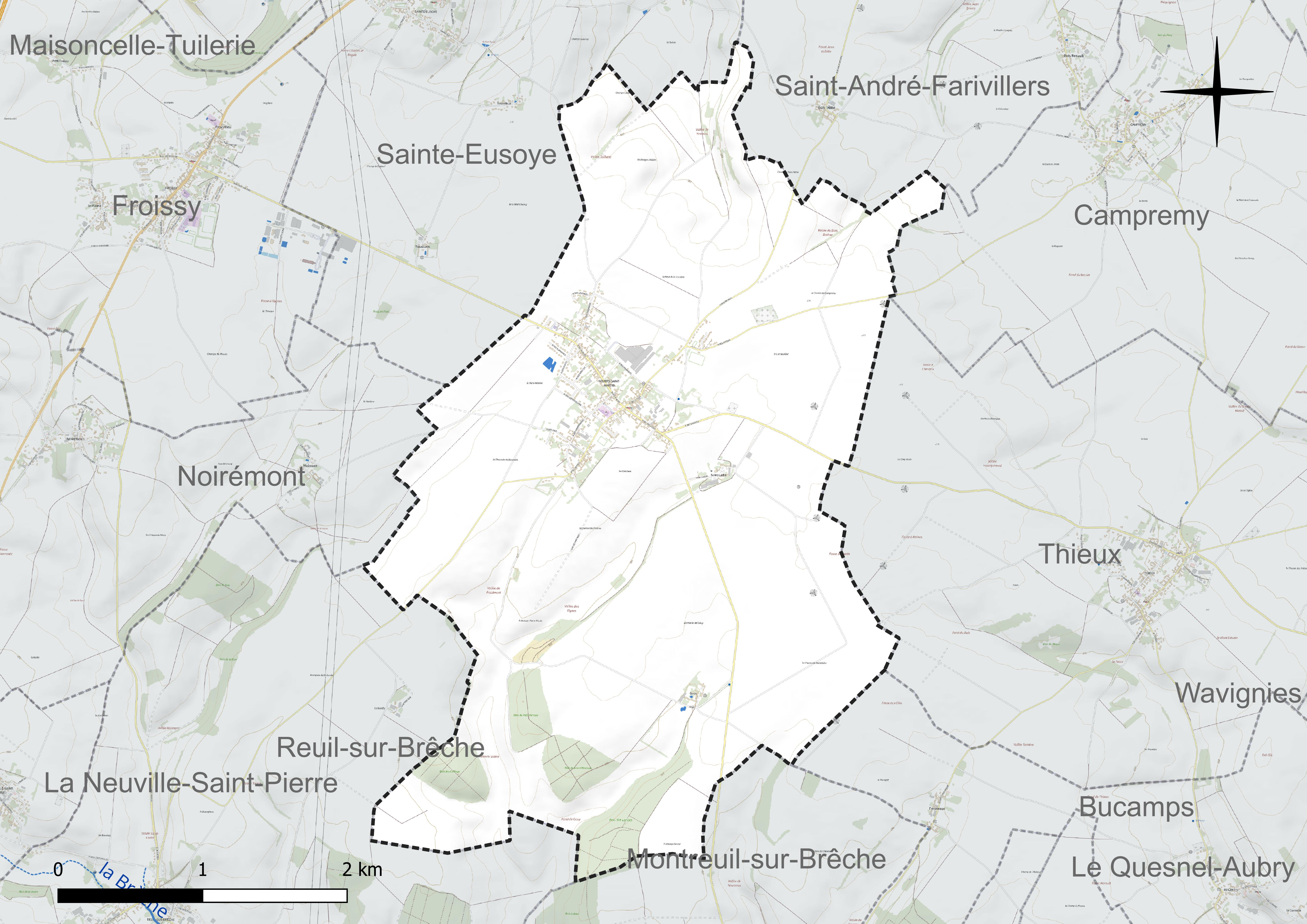
Réseau hydrographique de Noyers-Saint-Martin.

### Climat
Pour des articles plus généraux, voir Climat des Hauts-de-France et Climat de l'Oise.
En 2010, le climat de la commune est de type climat océanique dégradé des plaines du Centre et du Nord, selon une étude du CNRS s'appuyant sur une série de données couvrant la période 1971-2000. En 2020, Météo-France publie une typologie des climats de la France métropolitaine dans laquelle la commune est exposée à un climat océanique et est dans la région climatique  Nord-est du bassin Parisien, caractérisée par un ensoleillement médiocre, une pluviométrie moyenne régulièrement répartie au cours de l'année et un hiver froid (3 °C). 
Pour la période 1971-2000, la température annuelle moyenne est de 10,1 °C, avec une amplitude thermique annuelle de 14,2 °C. Le cumul annuel moyen de précipitations est de 723 mm, avec 11,5 jours de précipitations en janvier et 8,1 jours en juillet. Pour la période 1991-2020, la température moyenne annuelle observée sur la station météorologique la plus proche, située sur la commune de Rouvroy-les-Merles à 13 km à vol d'oiseau, est de 10,7 °C et le cumul annuel moyen de précipitations est de 647,9 mm,. Pour l'avenir, les paramètres climatiques de la commune estimés pour 2050 selon différents scénarios d'émission de gaz à effet de serre sont consultables sur un site dédié publié par Météo-France en novembre 2022.

## Urbanisme

### Typologie
Au 1er janvier 2024, Noyers-Saint-Martin est catégorisée commune rurale à habitat dispersé, selon la nouvelle grille communale de densité à sept niveaux définie par l'Insee en 2022.
Elle est située hors unité urbaine. Par ailleurs la commune fait partie de l'aire d'attraction de Beauvais, dont elle est une commune de la couronne,. Cette aire, qui regroupe 162 communes, est catégorisée dans les aires de 50 000 à moins de 200 000 habitants,.

### Occupation des sols
L'occupation des sols de la commune, telle qu'elle ressort de la base de données européenne d'occupation biophysique des sols Corine Land Cover (CLC), est marquée par l'importance des territoires agricoles (88,6 % en 2018), en diminution par rapport à 1990 (89,5 %). La répartition détaillée en 2018 est la suivante : 
terres arables (88,6 %), zones urbanisées (6,5 %), forêts (4,9 %). L'évolution de l'occupation des sols de la commune et de ses infrastructures peut être observée sur les différentes représentations cartographiques du territoire : la carte de Cassini (XVIIIe siècle), la carte d'état-major (1820-1866) et les cartes ou photos aériennes de l'IGN pour la période actuelle (1950 à aujourd'hui).

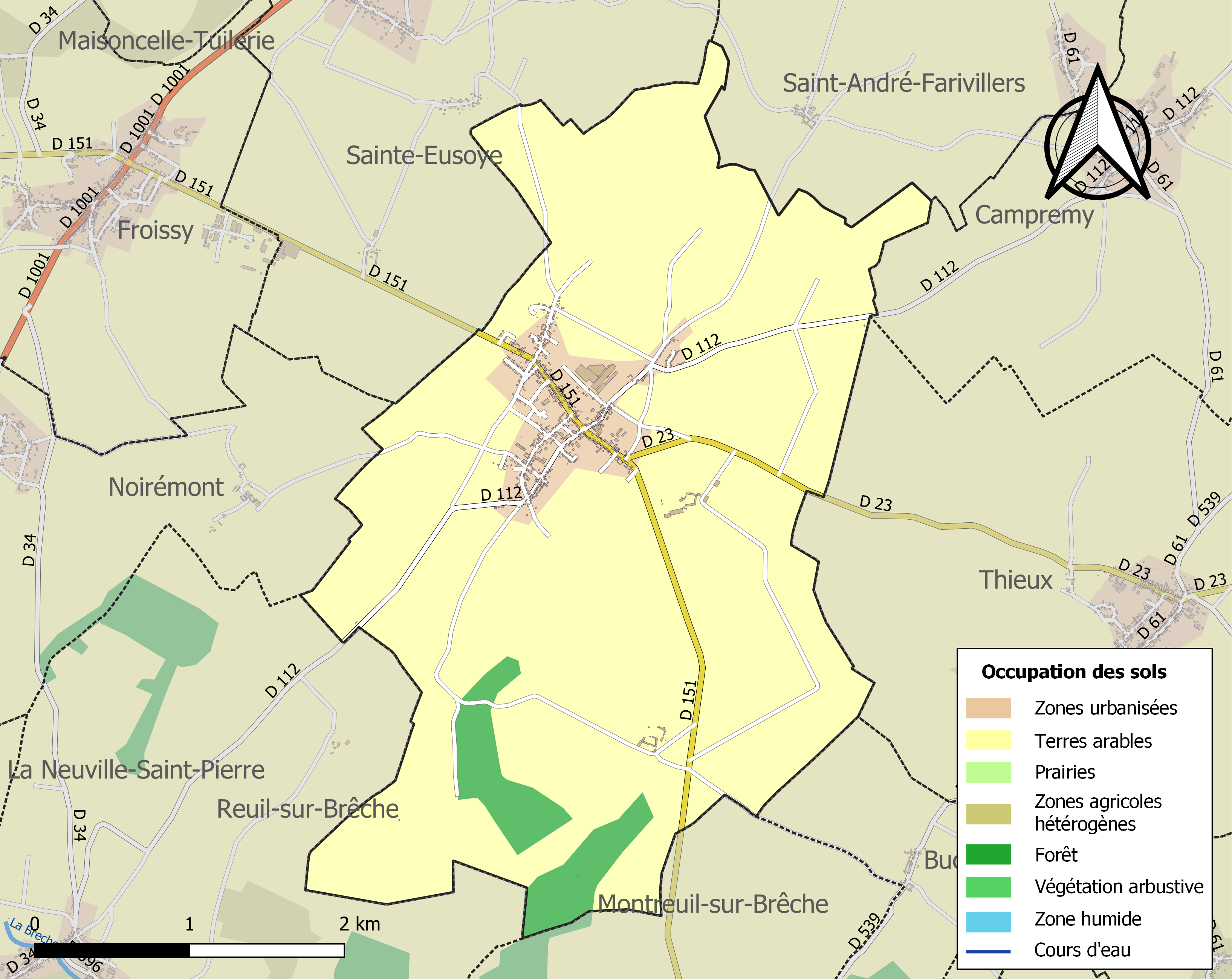
Carte des infrastructures et de l'occupation des sols de la commune en 2018 (CLC).

### Voies de communication et transports
La commune est desservie, en 2023, par les lignes 6103, 6109, 6114 et 6140 du réseau interurbain de l'Oise.

## Toponymie
Le nom de la localité est attesté sous les formes Noiers (vers 1148) ; apud Nuiers (vers 1150) ; Noers (vers 1160) ; Nucerioe (1164) ; altare de nucieriis (1164) ; Nuerez (vers 1173) ; Nuiers (1178) ; Noier (1186) ; « in grangia leprosorum de Belvaco que est apud Nucerias » (1188) ; Nuers (vers 1190) ; Noerium (1200) ; Philippus miles de Noeriis (1218) ; Noyers (1223) ; Noerioe (1231) ; Neeria (1232) ; in territoria de Noiers (1242) ; de Noiars (1250) ; Nouiers (1256) ; Noyarts (vers 1270) ; Noyard (vers 1270) ; de Noeriis (vers 1270) ; Noyars (vers 1270) ; [N]ouiers (1272) ; Symon de nouiers (vers 1300) ; Noyer (1525) ; Noyers-Saint-Martin (1840).

Noyers-Saint-Martin est la contraction de Noyers et Saint-Martin, deux anciens noyaux d'habitat.
 
Saint-Martin est l'hagiotoponyme d'un lieu détruit de la commune qui fait référence à l'évêque catholique romain Martin de Tours, vénéré sous le vocable de saint Martin.

## Histoire

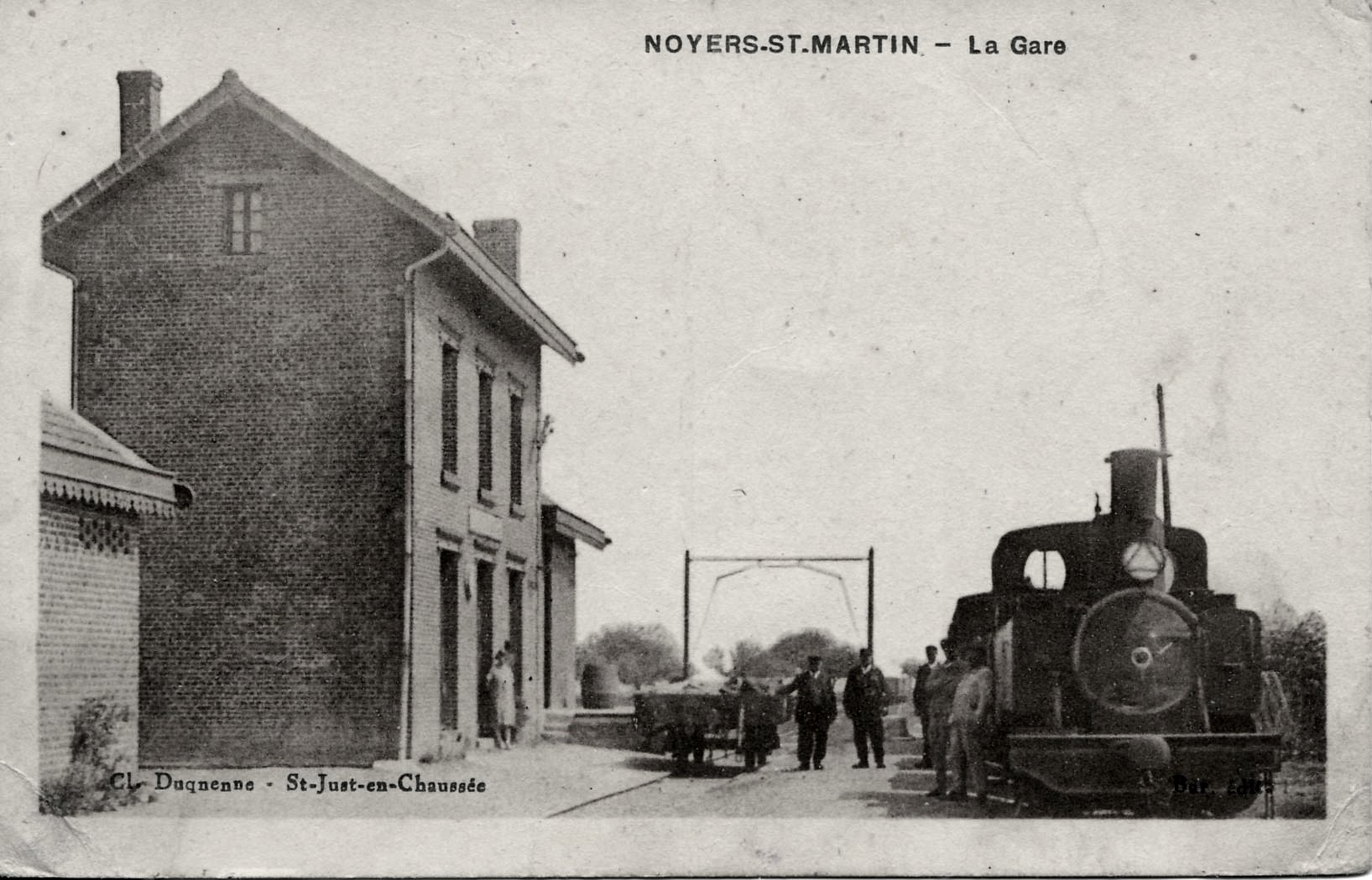
La gare du chemin de fer secondaire

Des monnaies gauloises ont été retrouvées en 1838 à la ferme de Gouy,.
Non loin de la voie romaine reliant Beauvais à Paillart par Vendeuil-Caply qui traversait l'emplacement de ce qui allai devenir le village, ont été retrouvées des médailles de César Auguste et de Néron, en or.
Au Moyen Âge existait un château fort, qui a été démoli en 1662.
Le bourg a été desservi par la ligne Estrées-Saint-Denis - Froissy - Crèvecœur-le-Grand, chemin de fer secondaire qui circula de 1891 à 1961, à la suite d'expropriations intervenues en 1890. On ne voit plus de traces de cette ligne dans la commune.
Une base des transmissions de l'armée de l'air existait dans la commune. Après sa désaffectation, son site abrite le cimetière militaire soviétique de Noyers-Saint-Martin.

## Politique et administration

### Rattachements administratifs et électoraux
La commune se trouve dans l'arrondissement de Clermont du département de l'Oise. Pour l'élection des députés, elle fait partie de la première circonscription de l'Oise.
Elle faisait partie depuis 1793 du canton de Froissy. Dans le cadre du redécoupage cantonal de 2014 en France, la commune fait désormais partie du canton de Saint-Just-en-Chaussée.

### Intercommunalité
La commune faisait partie de la communauté de communes des Vallées de la Brèche et de la Noye créée fin 1992.
Dans le cadre des dispositions de la loi portant nouvelle organisation territoriale de la République (Loi NOTRe) du 7 août 2015, qui prévoit que les établissements publics de coopération intercommunale (EPCI) à fiscalité propre doivent avoir un minimum de 15 000 habitants, le préfet de l'Oise a publié en octobre 2015 un projet de nouveau schéma départemental de coopération intercommunale, qui prévoit la fusion de plusieurs intercommunalités, et notamment celle de Crèvecœur-le-Grand (CCC) et celle des Vallées de la Brèche et de la Noye (CCVBN), soit une intercommunalité de 61 communes pour une population totale de 27 196 habitants.
Après avis favorable de la majorité des conseils communautaires et municipaux concernés, cette intercommunalité dénommée communauté de communes de l'Oise picarde et dont la commune est désormais membre, est créée au 1er janvier 2017.

### Liste des maires
| Période                                  | Période                       | Identité                      | Étiquette | Qualité           |
| ---------------------------------------- | ----------------------------- | ----------------------------- | --------- | ----------------- |
| Les données manquantes sont à compléter. |                               |                               |           |                   |
| février 1837                             |                               | Antoine Stanislas Peaucellier |           |                   |
| janvier 1839                             |                               | Florentin Budin               |           |                   |
| Les données manquantes sont à compléter. |                               |                               |           |                   |
| mars 2001                                | 2014                          | Jean-Paul Matrot              |           | Chef d'entreprise |
| mars 2014                                | En cours (au 16 octobre 2019) | Jacques Teinielle             |           |                   |

## Population et société

### Démographie

#### Évolution démographique
L'évolution du nombre d'habitants est connue à travers les recensements de la population effectués dans la commune depuis 1793. Pour les communes de moins de 10 000 habitants, une enquête de recensement portant sur toute la population est réalisée tous les cinq ans, les populations de référence des années intermédiaires étant quant à elles estimées par interpolation ou extrapolation. Pour la commune, le premier recensement exhaustif entrant dans le cadre du nouveau dispositif a été réalisé en 2007.

En 2022, la commune comptait 892 habitants, en évolution de +6,95 % par rapport à 2016 (Oise : +0,87 %, France hors Mayotte : +2,11 %).
| 1793 | 1800 | 1806 | 1821 | 1831 | 1836 | 1841 | 1846 | 1851 |
| ---- | ---- | ---- | ---- | ---- | ---- | ---- | ---- | ---- |
| 759  | 740  | 795  | 808  | 850  | 834  | 818  | 730  | 761  |

| 1856 | 1861 | 1866 | 1872 | 1876 | 1881 | 1886 | 1891 | 1896 |
| ---- | ---- | ---- | ---- | ---- | ---- | ---- | ---- | ---- |
| 728  | 703  | 656  | 649  | 635  | 627  | 583  | 574  | 579  |

| 1901 | 1906 | 1911 | 1921 | 1926 | 1931 | 1936 | 1946 | 1954 |
| ---- | ---- | ---- | ---- | ---- | ---- | ---- | ---- | ---- |
| 578  | 591  | 566  | 577  | 553  | 576  | 561  | 513  | 595  |

| 1962 | 1968 | 1975 | 1982 | 1990 | 1999 | 2006 | 2007 | 2012 |
| ---- | ---- | ---- | ---- | ---- | ---- | ---- | ---- | ---- |
| 566  | 593  | 604  | 589  | 657  | 709  | 734  | 738  | 769  |

| 2017 | 2022 | - | - | - | - | - | - | - |
| ---- | ---- | - | - | - | - | - | - | - |
| 863  | 892  | - | - | - | - | - | - | - |

#### Pyramide des âges
La population de la commune est relativement jeune.
En 2018, le taux de personnes d'un âge inférieur à 30 ans s'élève à 39,2 %, soit au-dessus de la moyenne départementale (37,3 %). À l'inverse, le taux de personnes d'âge supérieur à 60 ans est de 21,9 % la même année, alors qu'il est de 22,8 % au niveau départemental.
En 2018, la commune comptait 443 hommes pour 426 femmes, soit un taux de 50,98 % d'hommes, largement supérieur au taux départemental (48,89 %).
Les pyramides des âges de la commune et du département s'établissent comme suit.
| Hommes | Classe d’âge | Femmes |
| ------ | ------------ | ------ |
| 0,5    | 90 ou +      | 0,7    |
| 6,1    | 75-89 ans    | 7,3    |
| 16,3   | 60-74 ans    | 12,7   |
| 19,8   | 45-59 ans    | 19,6   |
| 18,4   | 30-44 ans    | 20,1   |
| 15,9   | 15-29 ans    | 17,7   |
| 23,0   | 0-14 ans     | 21,8   |

| Hommes | Classe d’âge | Femmes |
| ------ | ------------ | ------ |
| 0,5    | 90 ou +      | 1,4    |
| 5,5    | 75-89 ans    | 7,6    |
| 15,6   | 60-74 ans    | 16,3   |
| 20,8   | 45-59 ans    | 20     |
| 19,4   | 30-44 ans    | 19,4   |
| 17,6   | 15-29 ans    | 16,2   |
| 20,6   | 0-14 ans     | 19,1   |

### Équipements

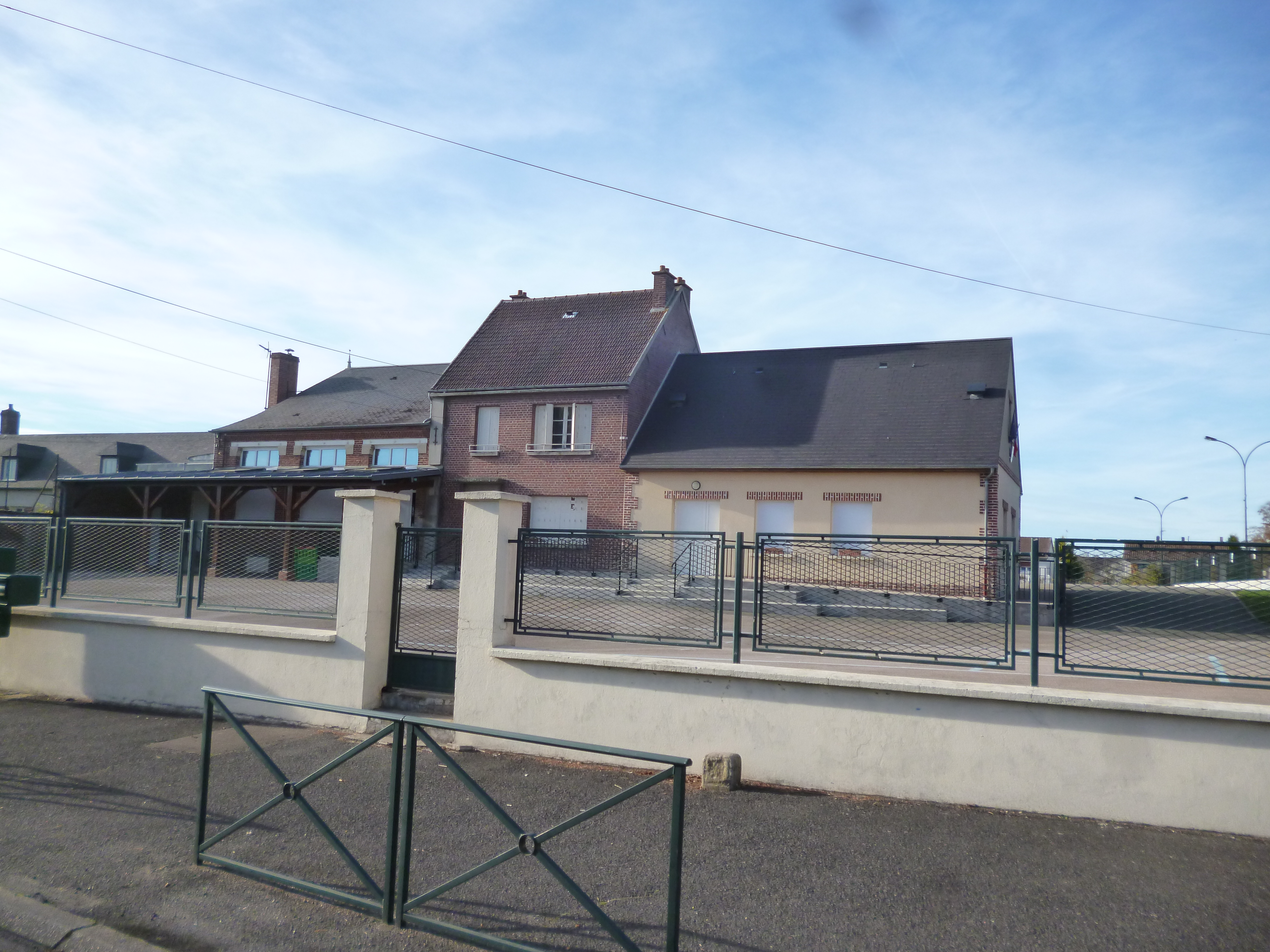
L'école.

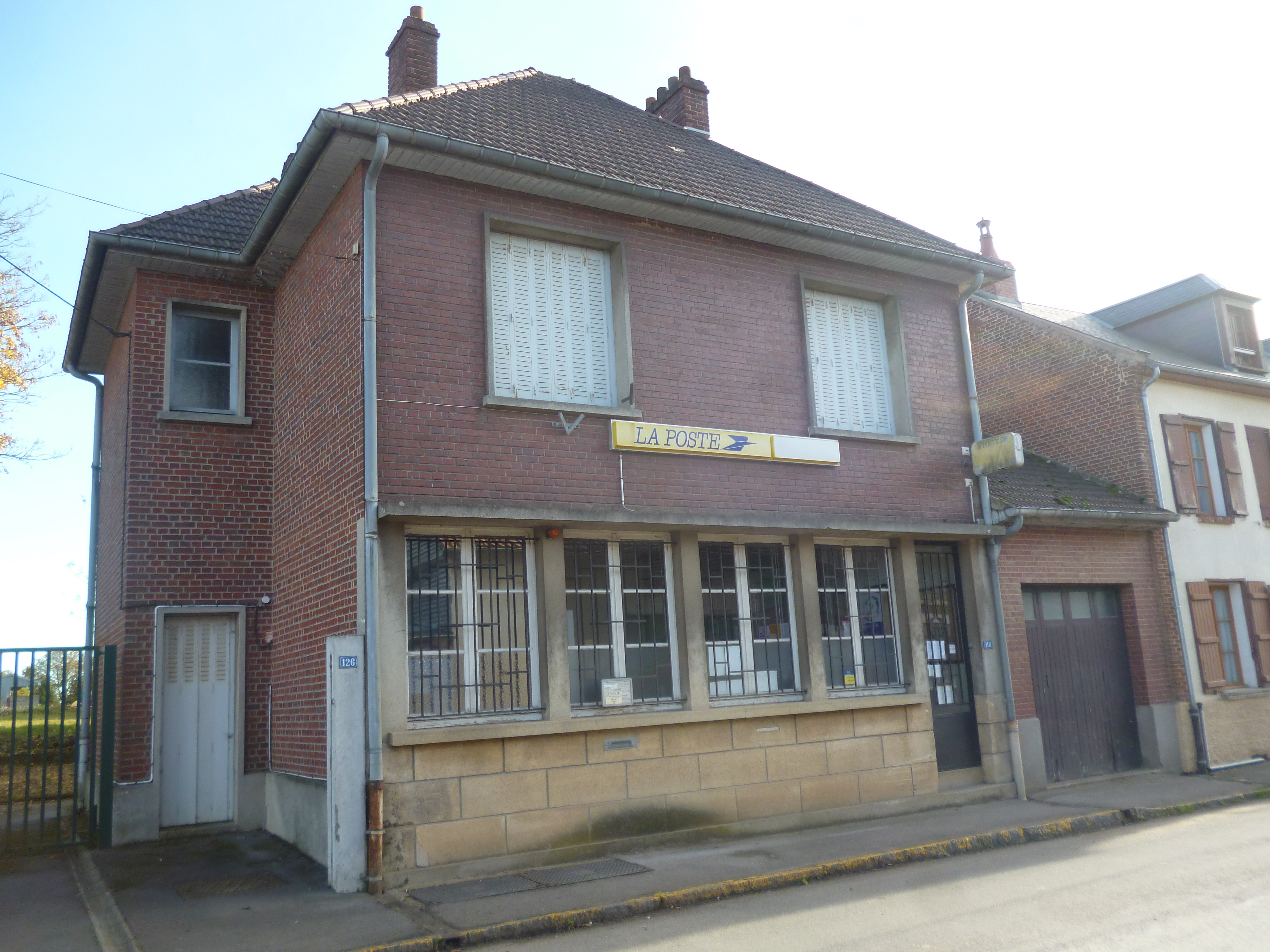
Le bureau de poste.

La mairie a été agrandie, réaménagée et rendue accessible aux personnes handicapées à l'automne 2019, pour un coût de 190 742 €, dont une partie proviennent du Département et de l'État.
En 2019, la commune dispose d'un bureau de poste.

## Économie

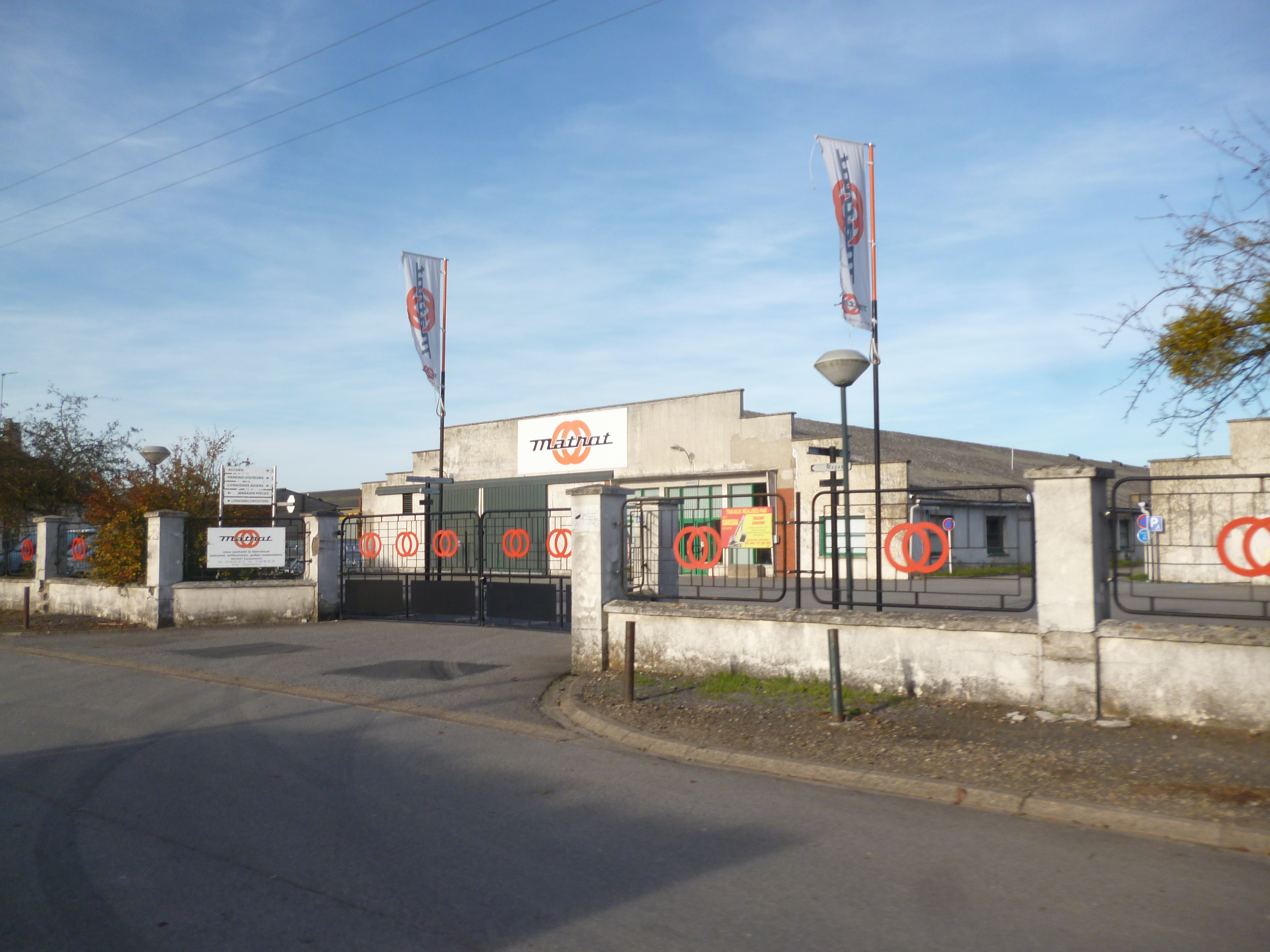
L'usine Matrot en 2016.

Matrot Équipements, qui produit des pulvérisateurs pour l'agriculture, employait en 2013 environ 170 salariés, ce qui en faisait la principale entreprise du canton de Froissy. Sa fermeture est prévue en 2020/2021 dans le cadre d'un plan social plus vaste au sein du groupe Exel industries, maison mère de l'entreprise,.

## Culture locale et patrimoine

### Lieux et monuments
- Cimetière militaire soviétique

À la fin des années 1970, l'État décida de créer une Nécropole nationale de l'Armée rouge à Noyers-Saint-Martin, qui regroupe les corps des soldats tués en France pendant la Seconde Guerre mondiale, jusqu'alors éparpillés en différents endroits de France, .
Chaque année, un hommage est rendu à ces soldats par les ambassades de Russie, de Biélorussie, du Kazakhstan, d’Ukraine et des autres républiques de l'ex-URSS,.

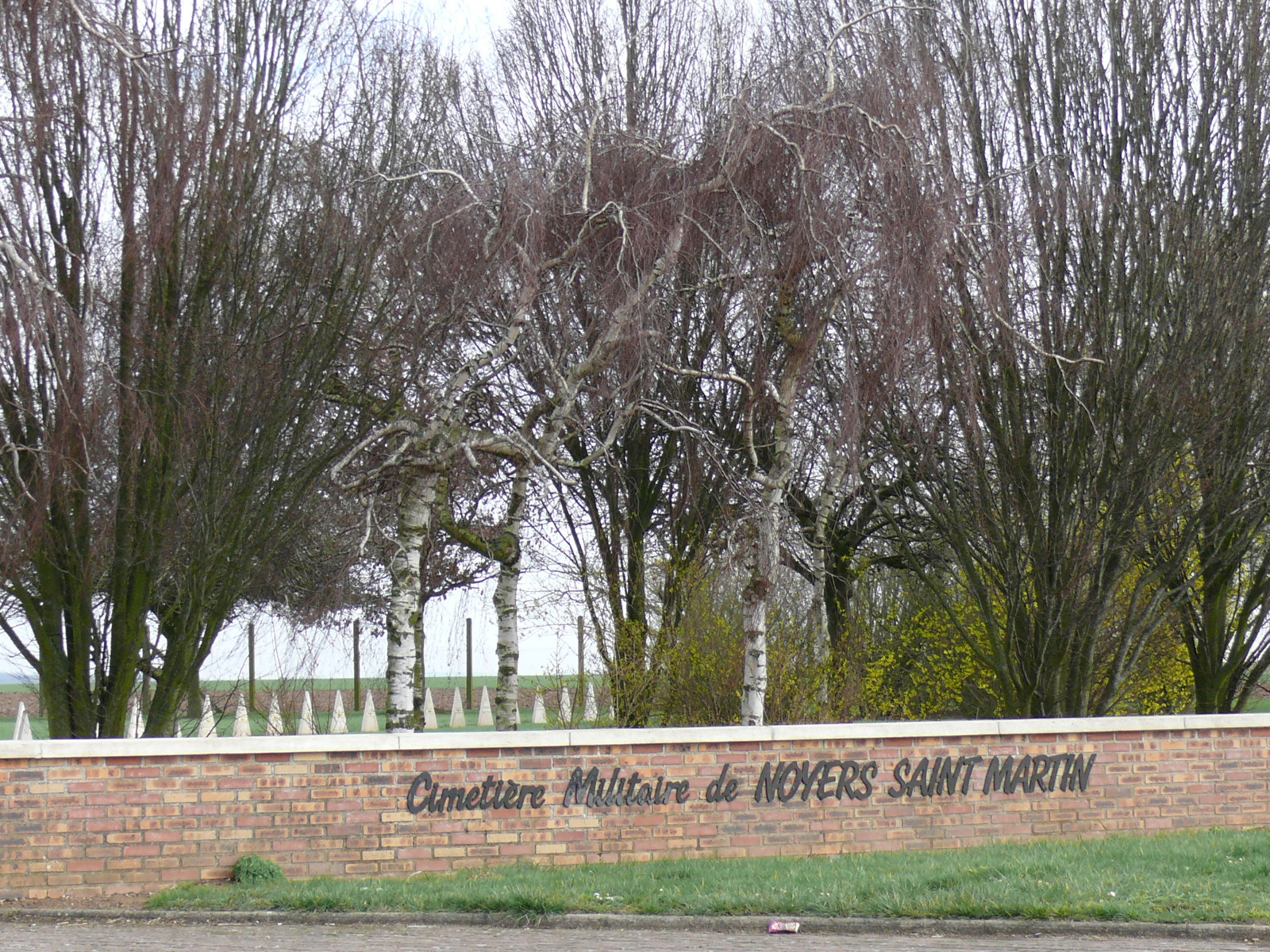
Entrée du cimetière.
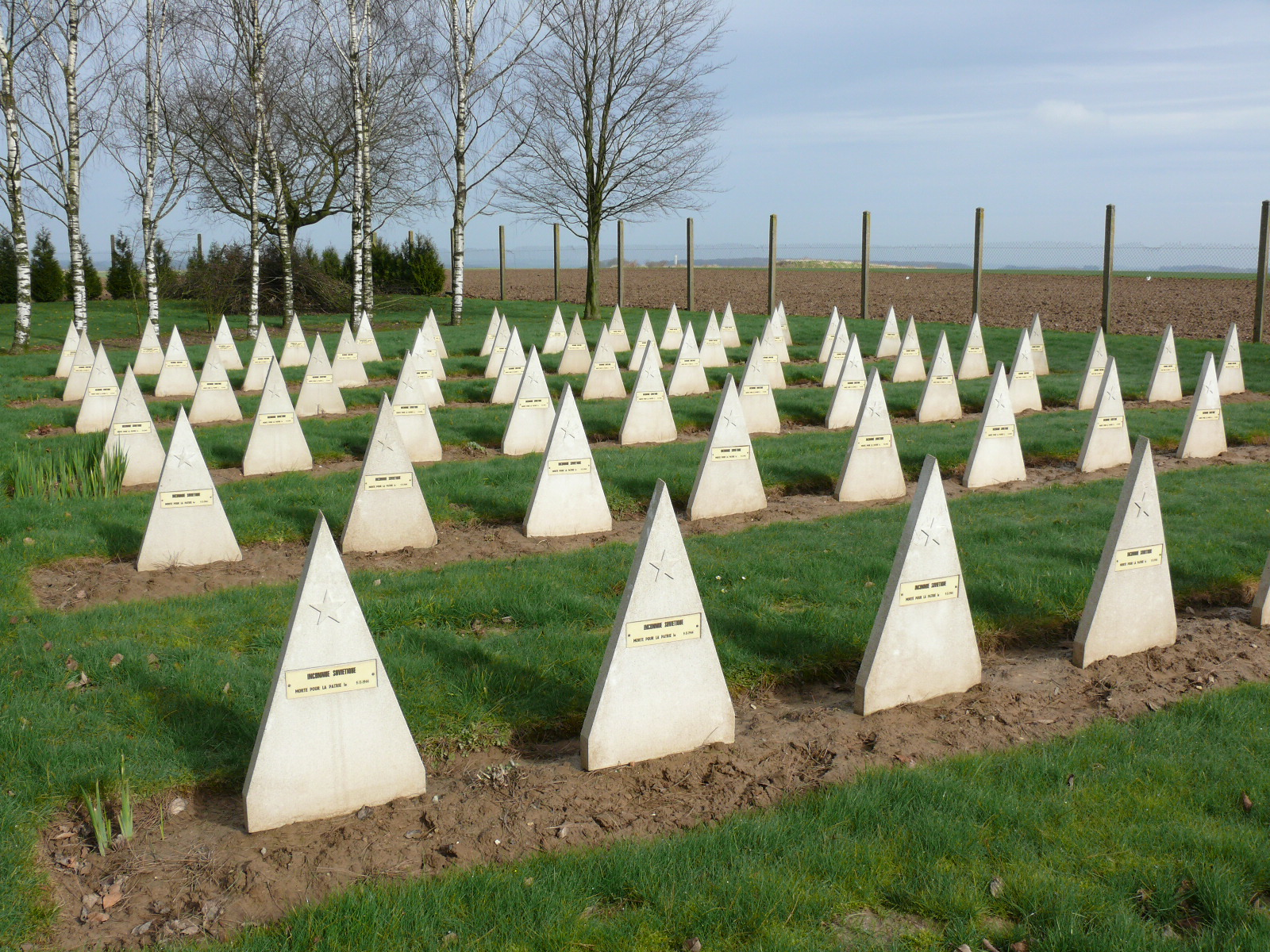
Tombes du cimetière soviétique.

- Église Saint-Martin[43]

L'église Saint-Martin est un édifice datant du XVIe siècle et remanié au XVIIIe siècle.
Elle contient un maître-autel du XVIIIe siècle et un Saint-Antoine avec son cochon.
À l'extérieur est conservée l'ancienne cuve baptismale en pierre – très dégradée – du XIIe siècle.

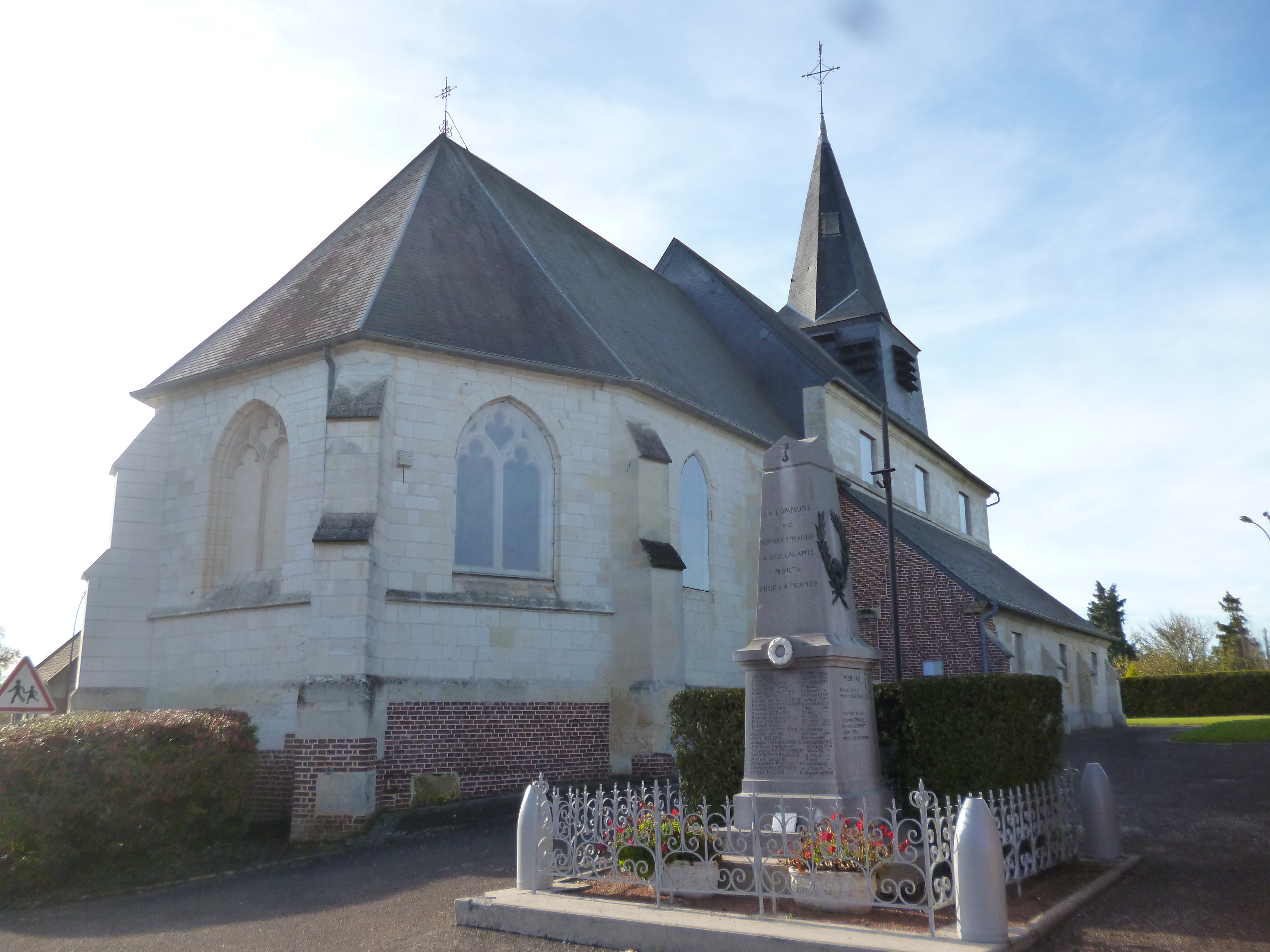
L'église et le monument aux morts
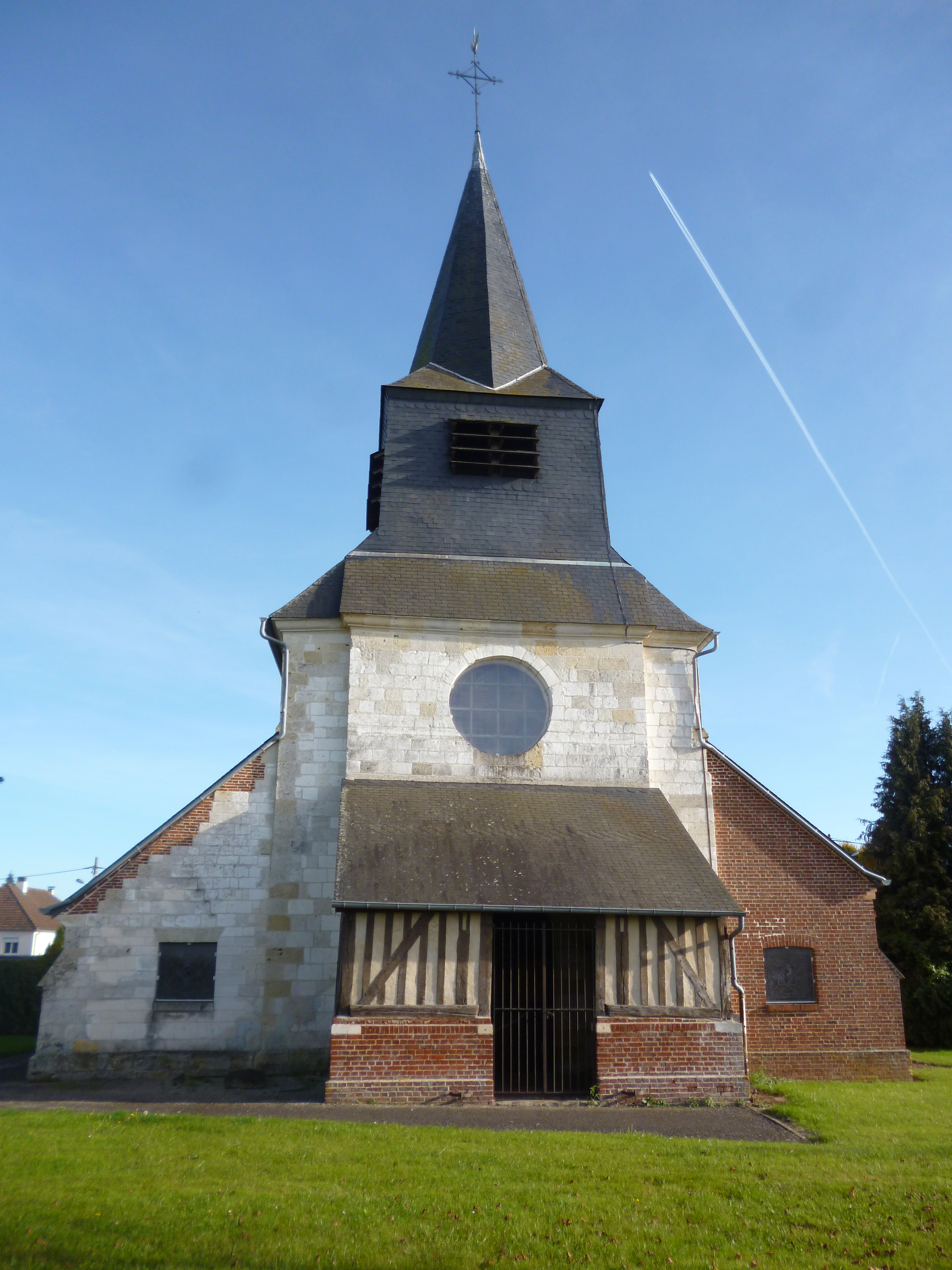

- Muches

Souterrains-refuges ou muches, redécouverts en 1750 : taillés dans la craie et comportant 240 cellules. La seule ouverture retrouvée aboutit sur la petite place de l'église, descendant par une galerie raide, sous une voûte dont l'entrée est murée, le reste étant creusé dans le roc  et réalisés sur un plan en forme de croix. Les chambres ont une hauteur comprise entre un et 1,70 m, une largeur moyenne de 1,8 m et une profondeur comprise entre 3 et 5 mètres. Ils ont été condamnés par mesure de sécurité.
- Autres lieux

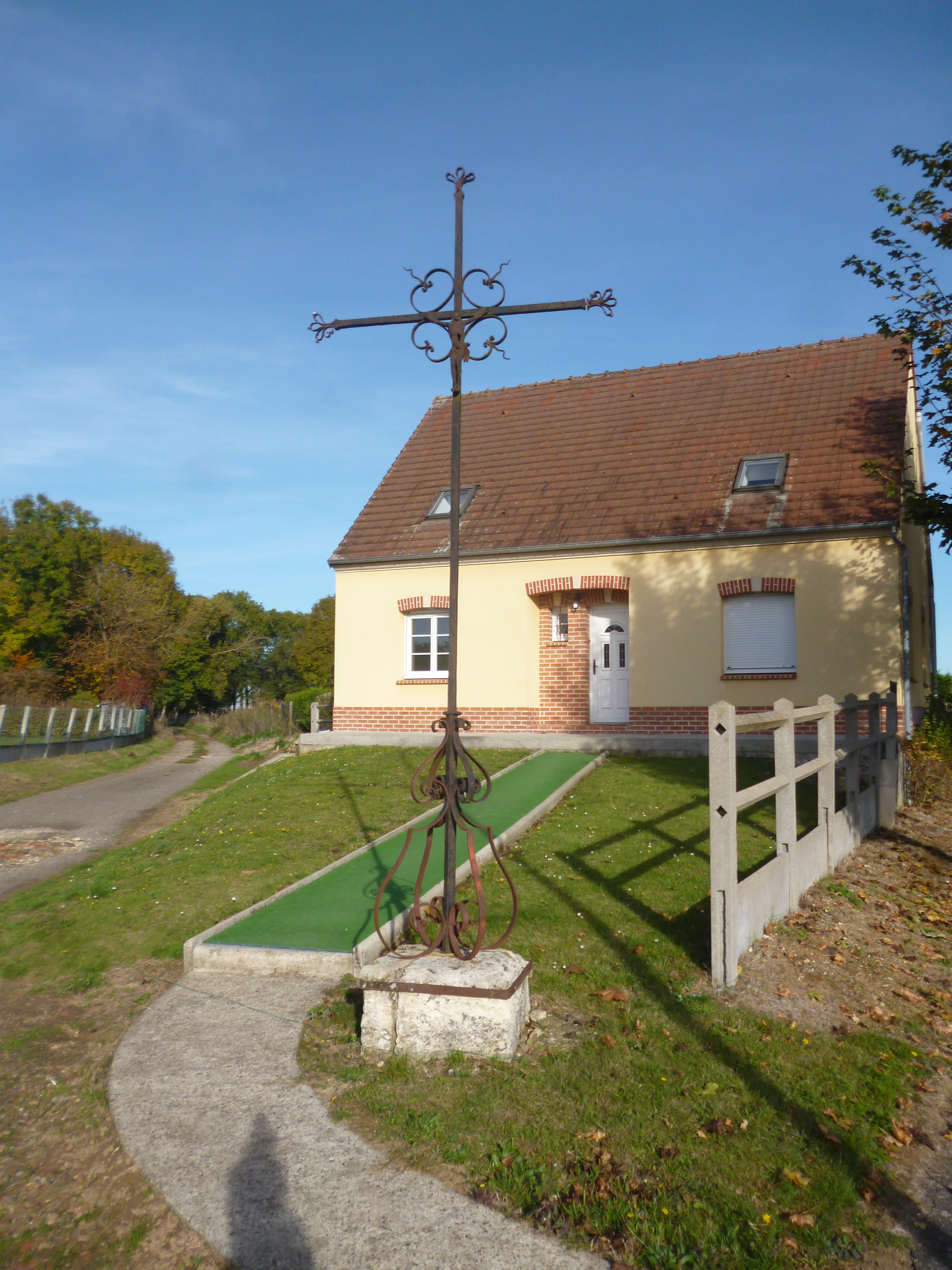
Plusieurs calvaires et croix de chemin de la commune.
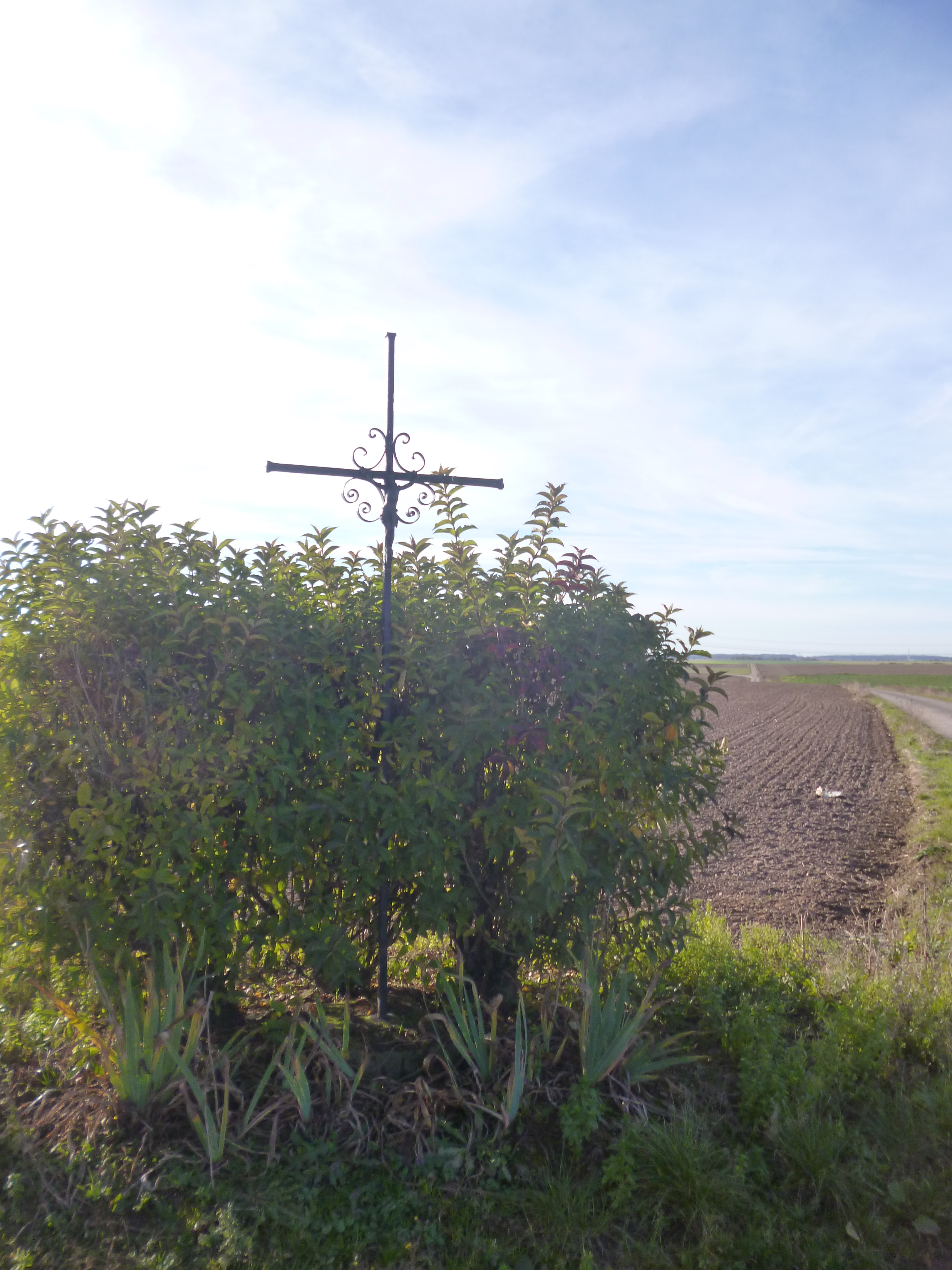
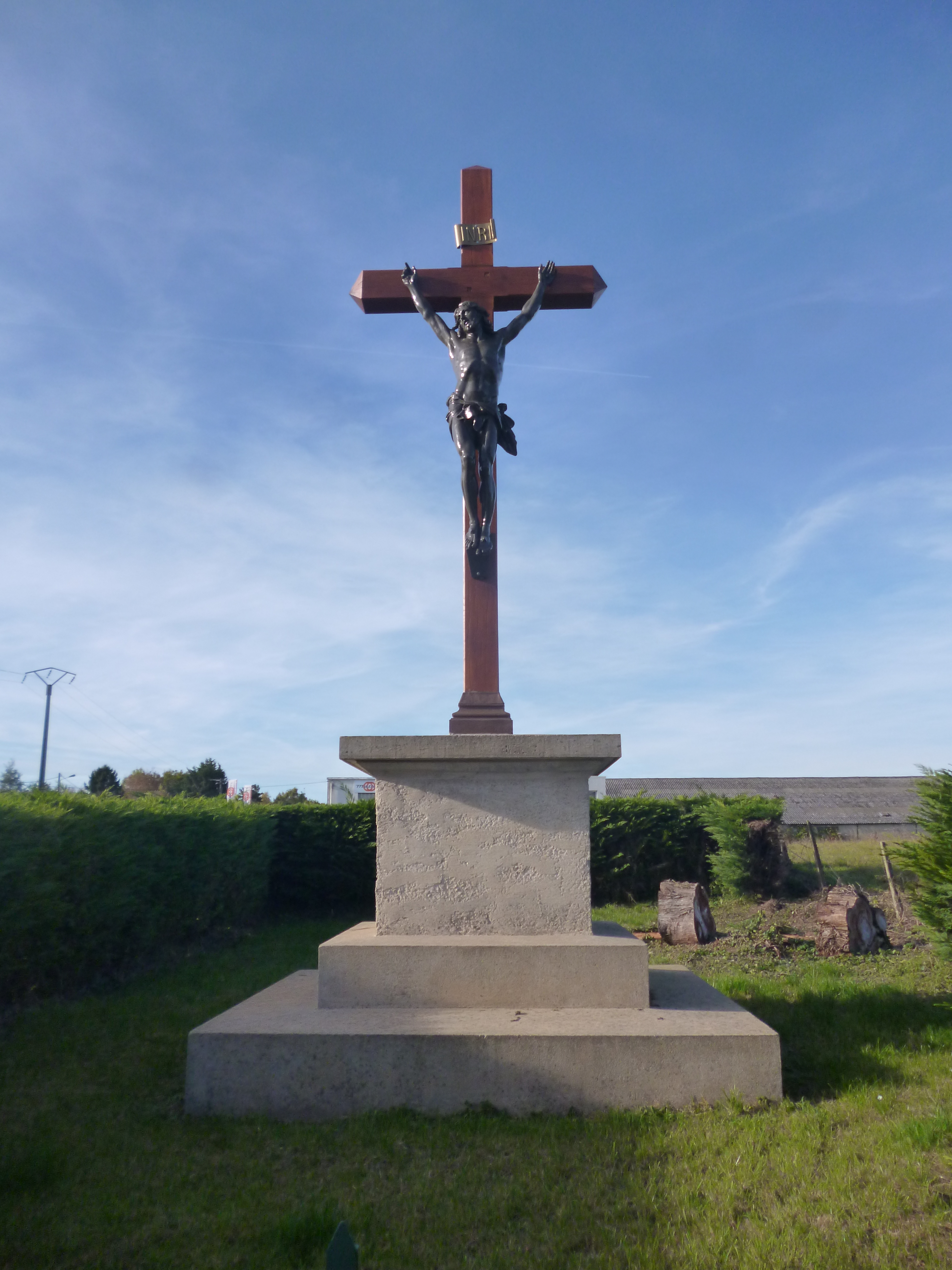
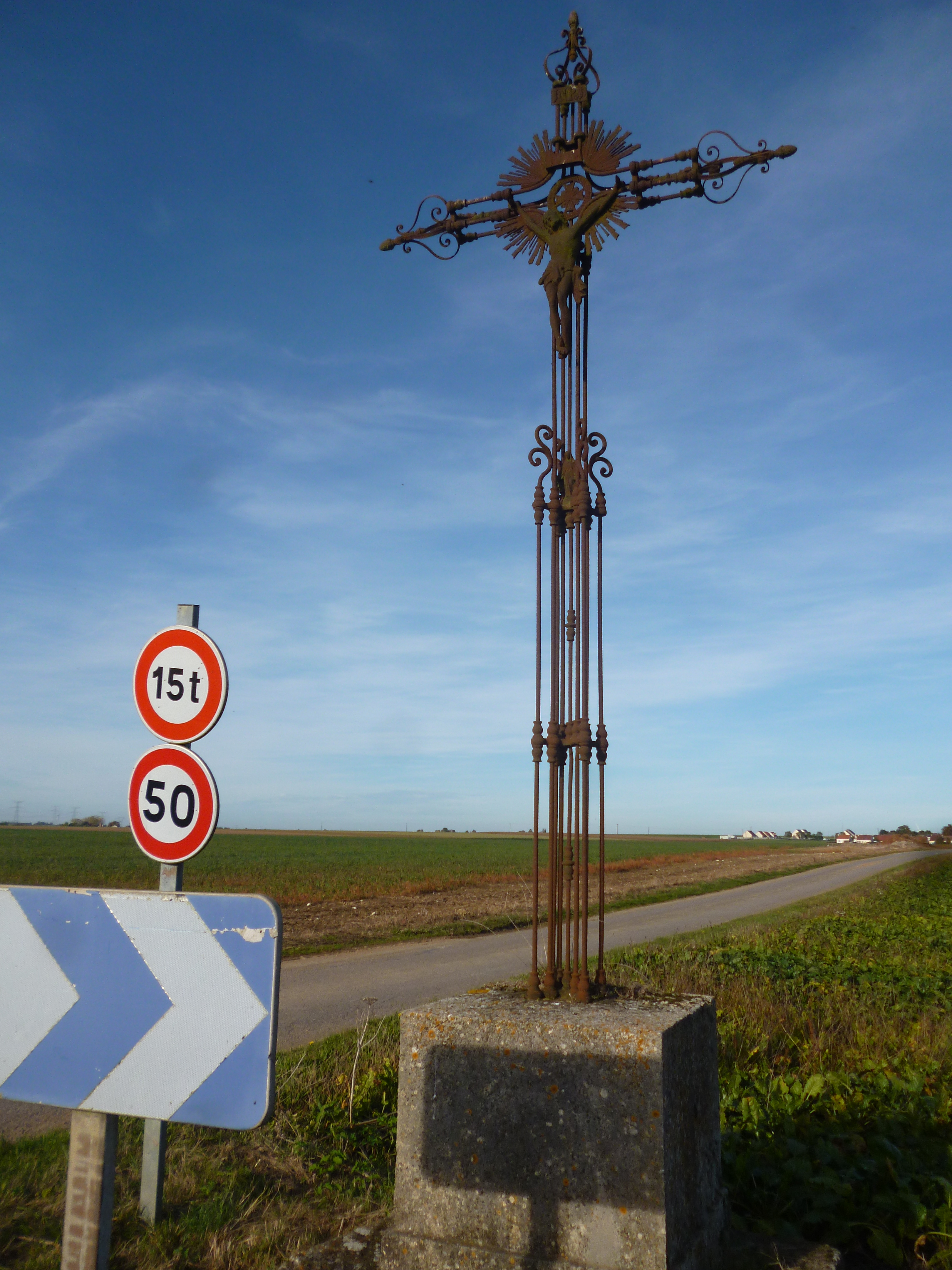
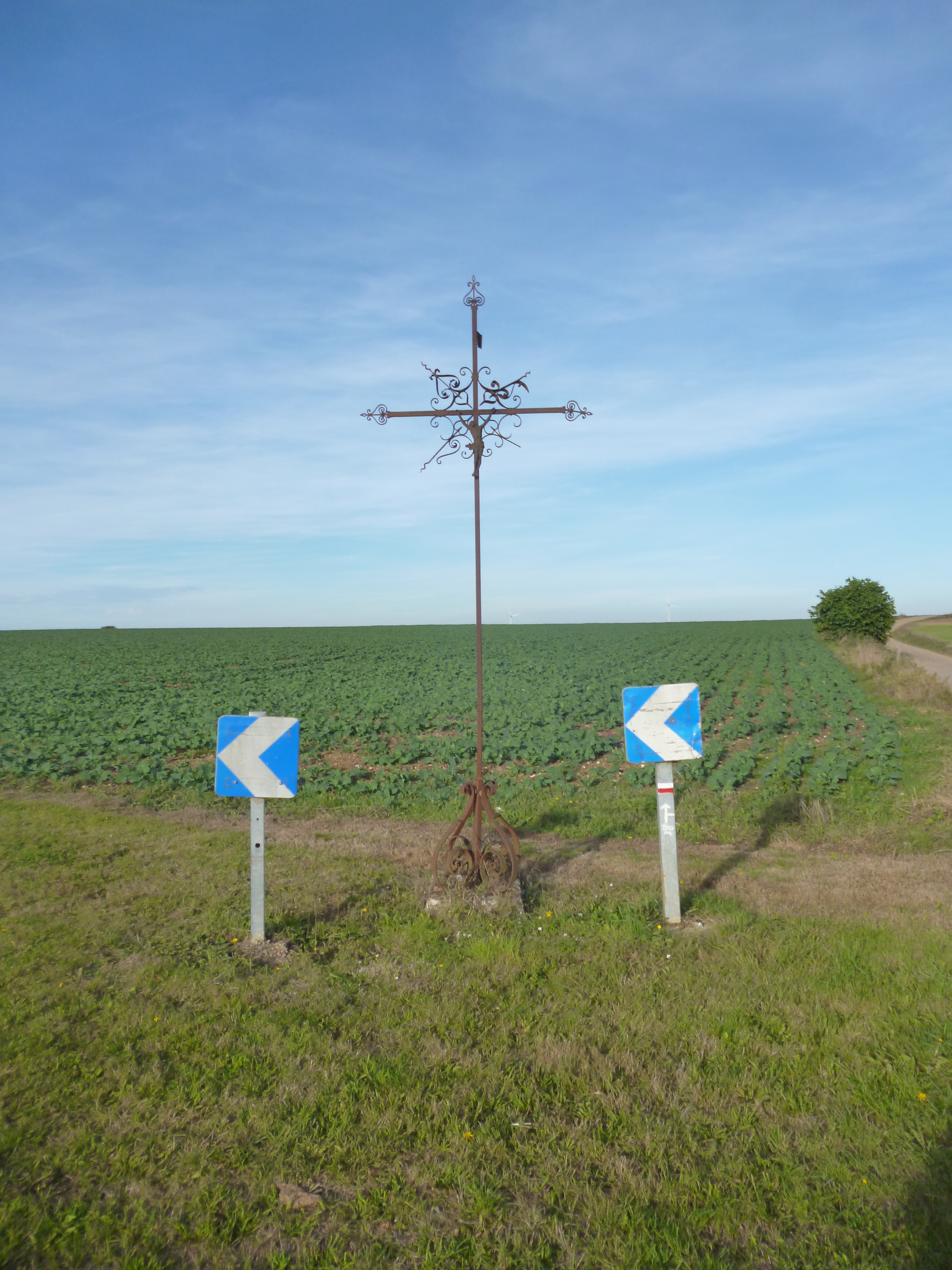
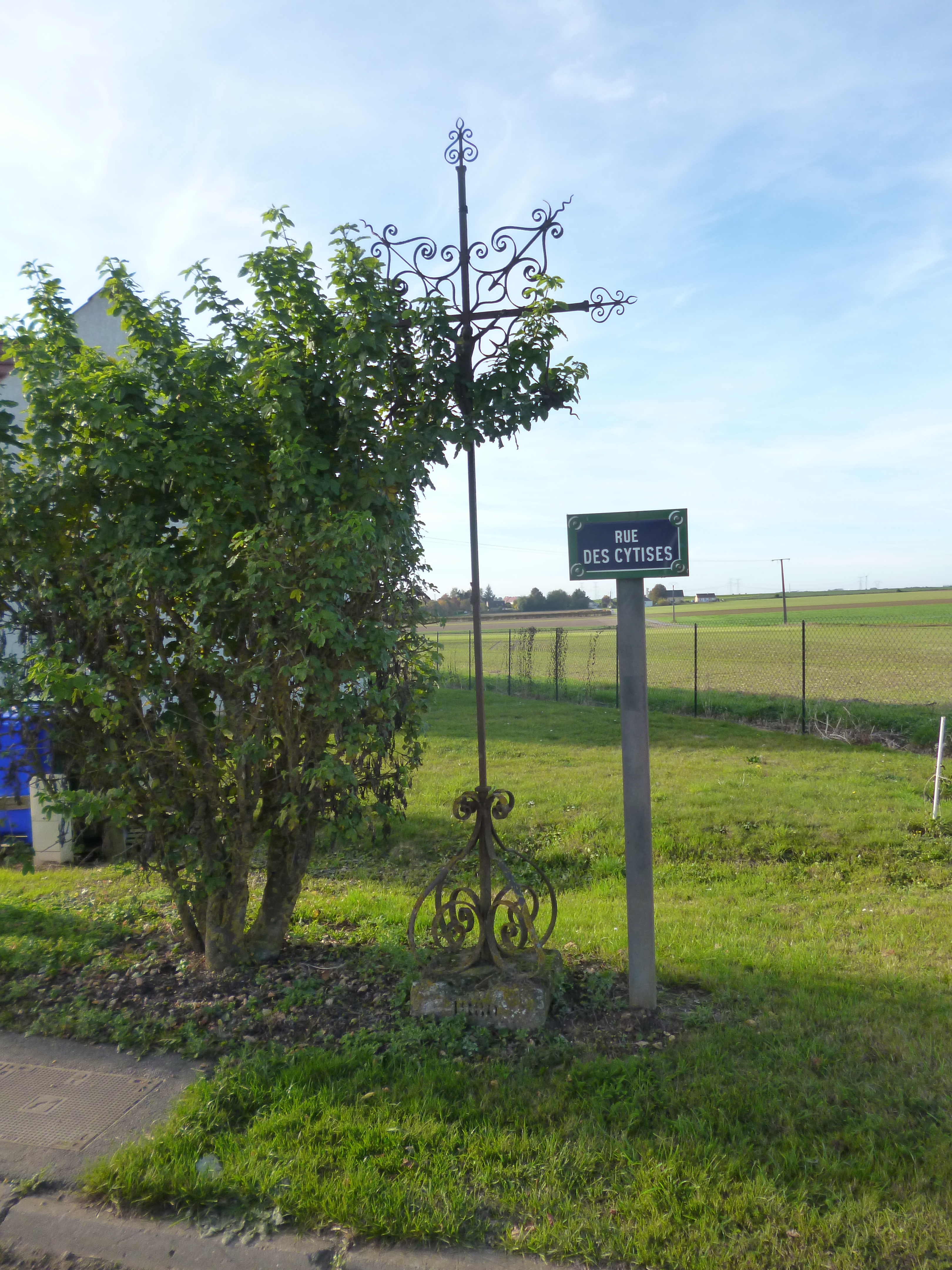
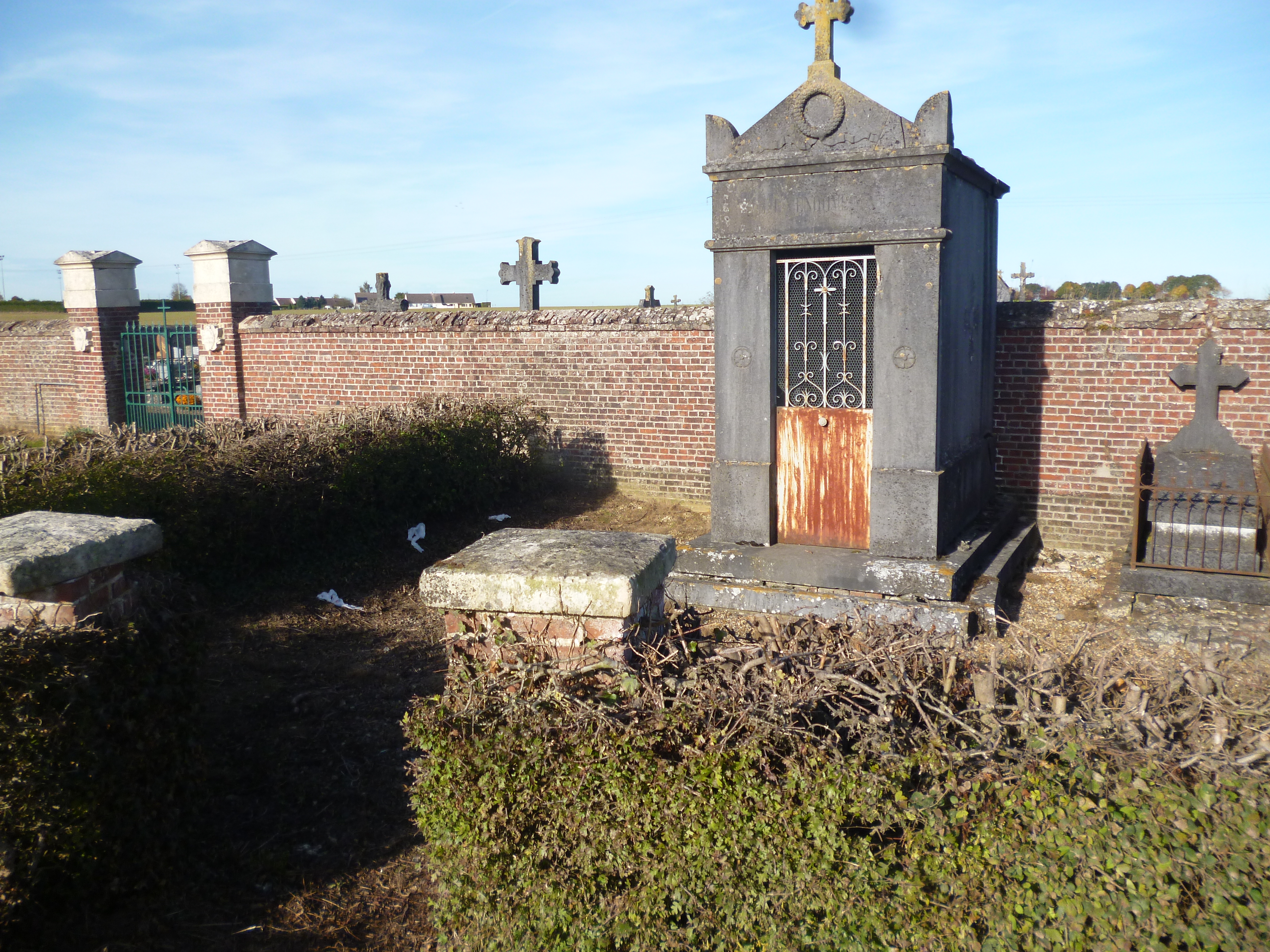
Le cimetière.
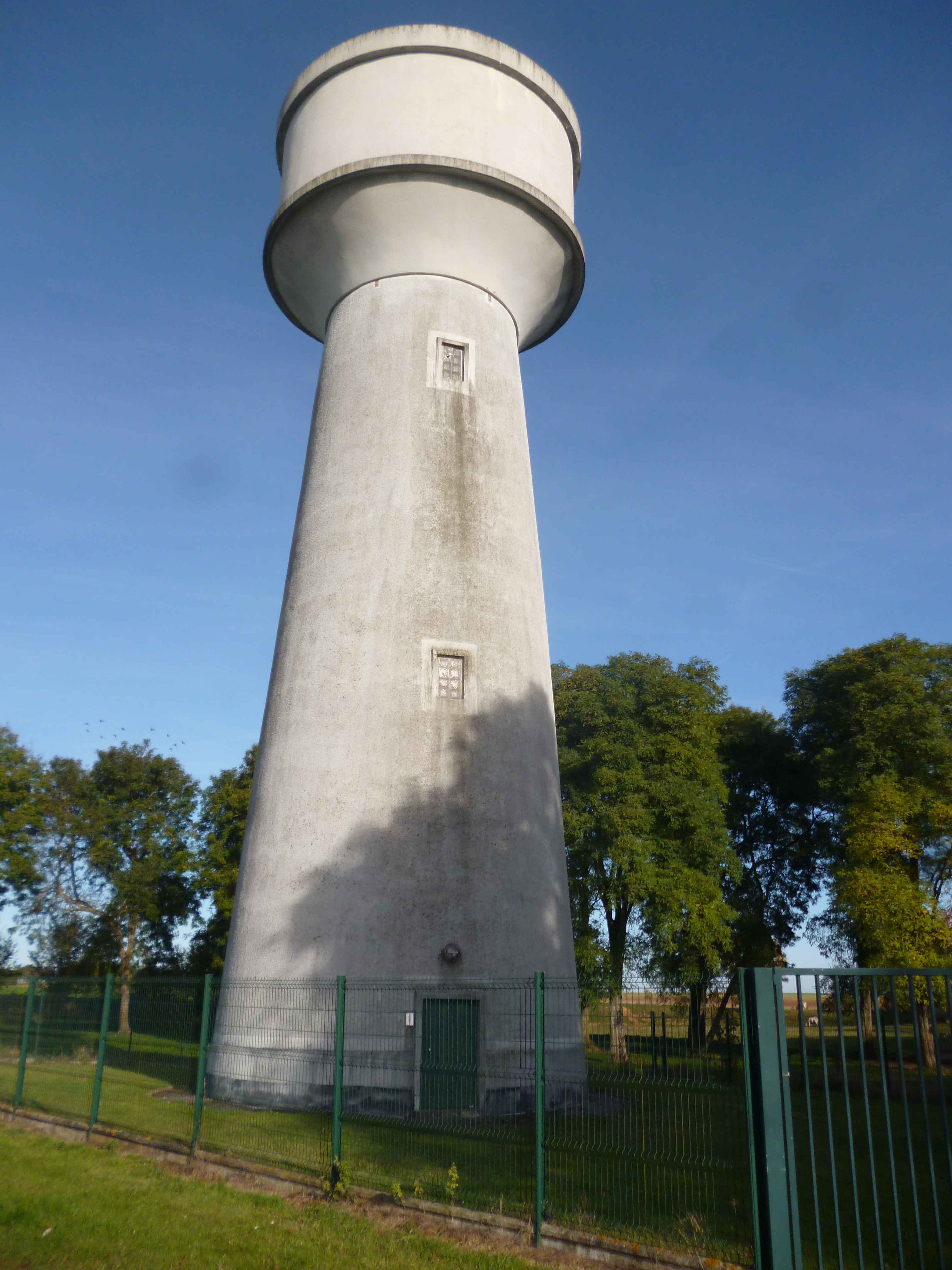
Le château d'eau.

### Personnalités liées à la commune

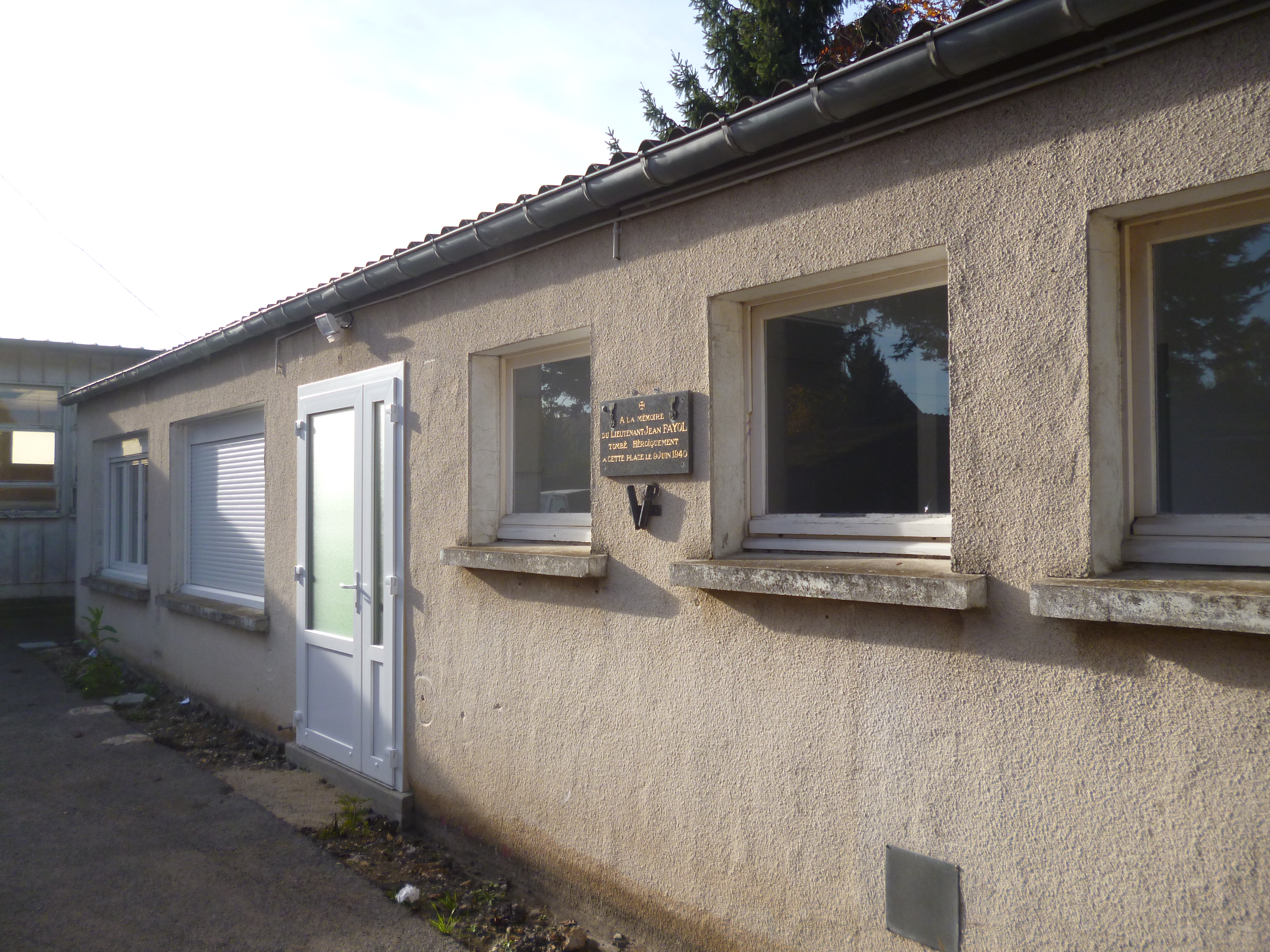
Plaque dédiée à Jean Fayol.

Le lieutenant du 28e régiment d'infanterie Jean Fayol, né le 13 novembre 1912 à Paris dans le 16e arrondissement, ingénieur des arts et manufactures, est « tombé glorieusement pour la France » le 9 juin 1940 lors de la Bataille de France à Noyers-Saint-Martin à l'âge de 28 ans.

### Héraldique
|  | Les armes de la commune se blasonnent ainsi : Parti : au 1) burelé ondé d'argent et d'azur de 16 pièces, mantelé d'argent au noyer arraché au naturel posé sur la pointe du mantel, au 2) coupé au I d'argent aux trois lionceaux de gueules et au II d'azur aux trois fleurs de lys d'or. |